# Duka
Duka è un comune dell'Ungheria di 227 abitanti (dati 2001). È situato nella contea di Vas.